# Jordi Rubio (futbolista)
Jordi Rubio (Andorra la Vieja, Andorra, 1 de noviembre de 1987) es un futbolista andorrano que juega de defensa en el F. C. Pas de la Casa.

## Carrera
Rubio comenzó su carrera en el F. C. Andorra en 2006, antes de mudarse a la U. E. Santa Coloma en 2008.

## Selección nacional
Fue internacional con la selección de Andorra en 67 ocasiones, con la que debutó en 2006.

## Clubes
| Club                  | País    | Año       |
| --------------------- | ------- | --------- |
| F. C. Andorra         | Andorra | 2006-2008 |
| U. E. Santa Coloma    | Andorra | 2008-2020 |
| Inter Club d'Escaldes | Andorra | 2020-2022 |
| U. E. Engordany       | Andorra | 2022-2023 |
| F. C. Pas de la Casa  | Andorra | 2023-     |